# ザーライ
ザーライ（ベトナム語：Thị xã Giá Rai / 市社架淶?）はバクリエウ省にある町である。

## 概要
3つの坊 (phường)と7つの社を有する。
- 第1坊（Phường 1）
- ホーフォン坊（Hộ Phòng / 戶防）
- ランチョン坊（Láng Tròn / 廊倫）
- フォンタン社（Phong Tân / 豐新）
- フォンタイン社（Phong Thạnh / 豐盛）
- フォンタインA社（Phong Thạnh A / 豐盛A）
- フォンタインドン社（Phong Thạnh Đông / 豐盛東）
- フォンタインタイ社（Phong Thạnh Tây / 豐盛西）
- タンフォン社（Tân Phong / 新豐）
- タンタイン社（Tân Thành / 新城）